# Piaseczna (Ukraina)
Piaseczna lub Pisoczna (ukr. Пісочна) – wieś na Ukrainie. Należy do rejonu stryjskiego (do 2020 roku do rejonu mikołajowskiego) w obwodzie lwowskim i liczy 2554 mieszkańców. Pierwsza wzmianka o wsi pochodzi z XVI wieku.
Wieś leży przy drodze Mikołajów-Stryj. Znajduje tu się stacja kolejowa Piaseczna, położona na linii Lwów – Stryj – Batiowo.
W czasie I wojny światowej we wsi znajdował się obóz Ukraińskich Strzelców Siczowych.
Za II Rzeczypospolitej do 1934 roku wieś stanowiła samodzielną gminę jednostkową w powiecie żydaczowskim w woj. stanisławowskim. W związku z reformą scaleniową została 1 sierpnia 1934 roku włączona do nowo utworzonej wiejskiej gminy zbiorowej gminy Rozdół w tymże powiecie i województwie. Po wojnie wieś weszła w struktury administracyjne Związku Radzieckiego.
We wsi działa klub sportowy SKK „Pisoczna”.